# 駝背桂脂鯉
駝背桂脂鯉，為輻鰭魚綱脂鯉目脂鯉亞目脂鯉科的其中一個種，為熱帶淡水魚，分布於南美洲埃塞奎博河及圭亞那沿岸淡水流域，體長可達12.5公分，棲息在底中層水域，生活習性不明，可作為觀賞魚。